# 全米映画俳優組合賞男優賞 (コメディシリーズ)
全米映画俳優組合賞男優賞・コメディシリーズ部門（ぜんべいえいがはいゆうくみあいしょうだんゆうしょう・コメディシリーズぶもん、Screen Actors Guild Award for Outstanding Performance by a Male Actor in a Comedy Series）は、コメディ・テレビシリーズで優れた演技を披露した男優に対して映画俳優組合が贈る賞である。

## 統計
| 最高記録                 | ドラマシリーズ男優                                  | ドラマシリーズ男優 | コメディシリーズ男優            | コメディシリーズ男優 | 総計                            | 総計 |
| ------------------------ | --------------------------------------------------- | ------------------ | ------------------------------- | -------------------- | ------------------------------- | ---- |
| 最多受賞者               | ジェームズ・ガンドルフィーニ ジェイソン・ベイトマン | 3                  | アレック・ボールドウィン        | 7                    | アレック・ボールドウィン        | 7    |
| 最多候補者               | デニス・フランツ                                    | 8                  | トニー・シャルーブ              | 9                    | トニー・シャルーブ              | 9    |
| 受賞経験無しの最多候補者 | ジョン・ハム                                        | 6                  | ケルシー・グラマー              | 8                    | ケルシー・グラマー              | 8    |
| 複数の受賞者を持つ作品   | 『ザ・ソプラノズ 哀愁のマフィア』                   | 3                  | 『30 ROCK/サーティー・ロック』  | 7                    | 『30 ROCK/サーティー・ロック』  | 7    |
| 複数の候補者を持つ作品   | 『NYPDブルー』                                      | 13                 | 『そりゃないぜ!? フレイジャー』 | 16                   | 『そりゃないぜ!? フレイジャー』 | 16   |

## 受賞及び候補者一覧

### 1990年代
| 年   | 受賞及び候補者               | 作品名                          | 役名                   |
| ---- | ---------------------------- | ------------------------------- | ---------------------- |
| 1994 | ジェイソン・アレクサンダー   | 『となりのサインフェルド』      | ジョージ・コスタンザ   |
| 1994 | ジョン・グッドマン           | Roseanne                        | ダン・コナー           |
| 1994 | ケルシー・グラマー           | 『そりゃないぜ!? フレイジャー』 | フレイジャー・クレイン |
| 1994 | デヴィッド・ハイド・ピアース | 『そりゃないぜ!? フレイジャー』 | ナイルズ・クレイン     |
| 1994 | ポール・ライザー             | 『あなたにムチュー』            | ポール・バックマン     |
| 1995 | デヴィッド・ハイド・ピアース | 『そりゃないぜ!? フレイジャー』 | ナイルズ・クレイン     |
| 1995 | ジェイソン・アレクサンダー   | 『となりのサインフェルド』      | ジョージ・コスタンザ   |
| 1995 | ケルシー・グラマー           | 『そりゃないぜ!? フレイジャー』 | フレイジャー・クレイン |
| 1995 | ポール・ライザー             | 『あなたにムチュー』            | ポール・バックマン     |
| 1995 | マイケル・リチャーズ         | 『となりのサインフェルド』      | コズモ・クレイマー     |
| 1996 | ジョン・リスゴー             | 3rd Rock from the Sun           | ディック・ソロモン     |
| 1996 | ジェイソン・アレクサンダー   | 『となりのサインフェルド』      | ジョージ・コスタンザ   |
| 1996 | ケルシー・グラマー           | 『そりゃないぜ!? フレイジャー』 | フレイジャー・クレイン |
| 1996 | デヴィッド・ハイド・ピアース | 『そりゃないぜ!? フレイジャー』 | ナイルズ・クレイン     |
| 1996 | マイケル・リチャーズ         | 『となりのサインフェルド』      | コズモ・クレイマー     |
| 1997 | ジョン・リスゴー             | 3rd Rock from the Sun           | ディック・ソロモン     |
| 1997 | ジェイソン・アレクサンダー   | 『となりのサインフェルド』      | ジョージ・コスタンザ   |
| 1997 | ケルシー・グラマー           | 『そりゃないぜ!? フレイジャー』 | フレイジャー・クレイン |
| 1997 | デヴィッド・ハイド・ピアース | 『そりゃないぜ!? フレイジャー』 | ナイルズ・クレイン     |
| 1997 | マイケル・リチャーズ         | 『となりのサインフェルド』      | コズモ・クレイマー     |
| 1998 | マイケル・J・フォックス      | 『スピン・シティ』              | マイケル・フラハティ   |
| 1998 | ジェイソン・アレクサンダー   | 『となりのサインフェルド』      | ジョージ・コスタンザ   |
| 1998 | ケルシー・グラマー           | 『そりゃないぜ!? フレイジャー』 | フレイジャー・クレイン |
| 1998 | ピーター・マクニコル         | 『アリー my Love』              | ジョン・ケイジ         |
| 1998 | デヴィッド・ハイド・ピアース | 『そりゃないぜ!? フレイジャー』 | ナイルズ・クレイン     |
| 1999 | マイケル・J・フォックス      | 『スピン・シティ』              | マイケル・フラハティ   |
| 1999 | ケルシー・グラマー           | 『そりゃないぜ!? フレイジャー』 | フレイジャー・クレイン |
| 1999 | ピーター・マクニコル         | 『アリー my Love』              | ジョン・ケイジ         |
| 1999 | デヴィッド・ハイド・ピアース | 『そりゃないぜ!? フレイジャー』 | ナイルズ・クレイン     |
| 1999 | レイ・ロマーノ               | 『HEY!レイモンド』              | レイモンド・バローネ   |

### 2000年代
| 年   | 受賞及び候補者               | 作品名                                                | 役名                       |
| ---- | ---------------------------- | ----------------------------------------------------- | -------------------------- |
| 2000 | ロバート・ダウニー・Jr       | 『アリー my Love』                                    | ラリー・ポール             |
| 2000 | ショーン・ヘイズ             | 『ふたりは友達? ウィル&グレイス』                     | ジャック・マクファーランド |
| 2000 | ケルシー・グラマー           | 『そりゃないぜ!? フレイジャー』                       | フレイジャー・クレイン     |
| 2000 | ピーター・マクニコル         | 『アリー my Love』                                    | ジョン・ケイジ             |
| 2000 | デヴィッド・ハイド・ピアース | 『そりゃないぜ!? フレイジャー』                       | ナイルズ・クレイン         |
| 2001 | ショーン・ヘイズ             | 『ふたりは友達? ウィル&グレイス』                     | ジャック・マクファーランド |
| 2001 | ピーター・ボイル             | 『HEY!レイモンド』                                    | フランク・バローネ         |
| 2001 | ケルシー・グラマー           | 『そりゃないぜ!? フレイジャー』                       | フレイジャー・クレイン     |
| 2001 | デヴィッド・ハイド・ピアース | 『そりゃないぜ!? フレイジャー』                       | ナイルズ・クレイン         |
| 2001 | レイ・ロマーノ               | 『HEY!レイモンド』                                    | レイモンド・バローネ       |
| 2002 | ショーン・ヘイズ             | 『ふたりは友達? ウィル&グレイス』                     | ジャック・マクファーランド |
| 2002 | マット・ルブランク           | 『フレンズ』                                          | ジョーイ・トリビアーニ     |
| 2002 | バーニー・マック             | The Bernie Mac Show                                   | バーニー・マッカロー       |
| 2002 | レイ・ロマーノ               | 『HEY!レイモンド』                                    | レイモンド・バローネ       |
| 2002 | トニー・シャルーブ           | 『名探偵モンク』                                      | エイドリアン・モンク       |
| 2003 | トニー・シャルーブ           | 『名探偵モンク』                                      | エイドリアン・モンク       |
| 2003 | ピーター・ボイル             | 『HEY!レイモンド』                                    | フランク・バローネ         |
| 2003 | ブラッド・ギャレット         | 『HEY!レイモンド』                                    | ロバート・バローネ         |
| 2003 | ショーン・ヘイズ             | 『ふたりは友達? ウィル&グレイス』                     | ジャック・マクファーランド |
| 2003 | レイ・ロマーノ               | 『HEY!レイモンド』                                    | レイモンド・バローネ       |
| 2004 | トニー・シャルーブ           | 『名探偵モンク』                                      | エイドリアン・モンク       |
| 2004 | ジェイソン・ベイトマン       | 『アレステッド・ディベロプメント』                    | マイケル・ブルース         |
| 2004 | ショーン・ヘイズ             | 『ふたりは友達? ウィル&グレイス』                     | ジャック・マクファーランド |
| 2004 | レイ・ロマーノ               | 『HEY!レイモンド』                                    | レイモンド・バローネ       |
| 2004 | チャーリー・シーン           | 『チャーリー・シーンのハーパー★ボーイズ』             | チャーリー・ハーパー       |
| 2005 | ショーン・ヘイズ             | 『ふたりは友達? ウィル&グレイス』                     | ジャック・マクファーランド |
| 2005 | ラリー・デヴィッド           | 『ラリーのミッドライフ★クライシス』                   | 本人役                     |
| 2005 | ジェイソン・リー             | 『マイネーム・イズ・アール』                          | アール・ヒッキー           |
| 2005 | ウィリアム・シャトナー       | 『ボストン・リーガル』                                | デニー・クレイン           |
| 2005 | ジェームズ・スペイダー       | 『ボストン・リーガル』                                | アラン・ショア             |
| 2006 | アレック・ボールドウィン     | 『30 ROCK/サーティー・ロック』                        | ジャック・ドナギー         |
| 2006 | スティーヴ・カレル           | The Office                                            | マイケル・スコット         |
| 2006 | ジェイソン・リー             | 『マイネーム・イズ・アール』                          | アール・ヒッキー           |
| 2006 | ジェレミー・ピヴェン         | 『アントラージュ★オレたちのハリウッド』               | アリ・ゴールド             |
| 2006 | トニー・シャルーブ           | 『名探偵モンク』                                      | エイドリアン・モンク       |
| 2007 | アレック・ボールドウィン     | 『30 ROCK/サーティー・ロック』                        | ジャック・ドナギー         |
| 2007 | スティーヴ・カレル           | The Office                                            | マイケル・スコット         |
| 2007 | リッキー・ジャーヴェイス     | 『エキストラ:スターに近づけ!』                        | アンディ・ミルマン         |
| 2007 | ジェレミー・ピヴェン         | 『アントラージュ★オレたちのハリウッド』               | アリ・ゴールド             |
| 2007 | トニー・シャルーブ           | 『名探偵モンク』                                      | エイドリアン・モンク       |
| 2008 | アレック・ボールドウィン     | 『30 ROCK/サーティー・ロック』                        | ジャック・ドナギー         |
| 2008 | スティーヴ・カレル           | The Office                                            | マイケル・スコット         |
| 2008 | デイヴィッド・ドゥカヴニー   | 『カリフォルニケーション ある小説家のモテすぎる日々』 | ハンク・ムーディ           |
| 2008 | ジェレミー・ピヴェン         | 『アントラージュ★オレたちのハリウッド』               | アリ・ゴールド             |
| 2008 | トニー・シャルーブ           | 『名探偵モンク』                                      | エイドリアン・モンク       |
| 2009 | アレック・ボールドウィン     | 『30 ROCK/サーティー・ロック』                        | ジャック・ドナギー         |
| 2009 | スティーヴ・カレル           | The Office                                            | マイケル・スコット         |
| 2009 | ラリー・デヴィッド           | 『ラリーのミッドライフ★クライシス』                   | 本人役                     |
| 2009 | トニー・シャルーブ           | 『名探偵モンク』                                      | エイドリアン・モンク       |
| 2009 | チャーリー・シーン           | 『チャーリー・シーンのハーパー★ボーイズ』             | チャーリー・ハーパー       |

### 2010年代
| 年   | 受賞及び候補者               | 作品名                                           | 役名                                 |
| ---- | ---------------------------- | ------------------------------------------------ | ------------------------------------ |
| 2010 | アレック・ボールドウィン     | 『30 ROCK/サーティー・ロック』                   | ジャック・ドナギー                   |
| 2010 | タイ・バーレル               | 『モダン・ファミリー』                           | フィル・ダンフィー                   |
| 2010 | スティーヴ・カレル           | The Office                                       | マイケル・スコット                   |
| 2010 | クリス・コルファー           | 『glee/グリー』                                  | カート・ハメル                       |
| 2010 | エド・オニール               | 『モダン・ファミリー』                           | ジェイ・プリチェット                 |
| 2011 | アレック・ボールドウィン     | 『30 ROCK/サーティー・ロック』                   | ジャック・ドナギー                   |
| 2011 | タイ・バーレル               | 『モダン・ファミリー』                           | フィル・ダンフィー                   |
| 2011 | スティーヴ・カレル           | The Office                                       | マイケル・スコット                   |
| 2011 | ジョン・クライヤー           | 『チャーリー・シーンのハーパー★ボーイズ』        | アラン・ハーパー                     |
| 2011 | エリック・ストーンストリート | 『モダン・ファミリー』                           | キャメロン・タッカー                 |
| 2012 | アレック・ボールドウィン     | 『30 ROCK/サーティー・ロック』                   | ジャック・ドナギー                   |
| 2012 | タイ・バーレル               | 『モダン・ファミリー』                           | フィル・ダンフィー                   |
| 2012 | ルイス・C・K                 | Louie                                            | ルイス                               |
| 2012 | ジム・パーソンズ             | 『ビッグバン★セオリー/ギークなボクらの恋愛法則』 | シェルドン・クーパー                 |
| 2012 | エリック・ストーンストリート | 『モダン・ファミリー』                           | キャメロン・タッカー                 |
| 2013 | タイ・バーレル               | 『モダン・ファミリー』                           | フィル・ダンフィー                   |
| 2013 | アレック・ボールドウィン     | 『30 ROCK/サーティー・ロック』                   | ジャック・ドナギー                   |
| 2013 | ジェイソン・ベイトマン       | 『アレステッド・ディベロプメント』               | マイケル・ブルス                     |
| 2013 | ドン・チードル               | House of Lies                                    | マーティ・カーン                     |
| 2013 | ジム・パーソンズ             | 『ビッグバン★セオリー/ギークなボクらの恋愛法則』 | シェルドン・クーパー                 |
| 2014 | ウィリアム・H・メイシー      | 『シェイムレス 俺たちに恥はない』                | フランク・ギャラガー                 |
| 2014 | タイ・バーレル               | 『モダン・ファミリー』                           | フィル・ダンフィー                   |
| 2014 | ルイス・C・K                 | Louie                                            | ルイス                               |
| 2014 | ジム・パーソンズ             | 『ビッグバン★セオリー/ギークなボクらの恋愛法則』 | シェルドン・クーパー                 |
| 2014 | エリック・ストーンストリート | 『モダン・ファミリー』                           | キャメロン・タッカー                 |
| 2015 | ジェフリー・タンバー         | 『トランスペアレント』                           | モーラ・フェファーマン               |
| 2015 | タイ・バーレル               | 『モダン・ファミリー』                           | フィル・ダンフィー                   |
| 2015 | ルイス・C・K                 | Louie                                            | ルイス                               |
| 2015 | ウィリアム・H・メイシー      | 『シェイムレス 俺たちに恥はない』                | フランク・ギャラガー                 |
| 2015 | ジム・パーソンズ             | 『ビッグバン★セオリー/ギークなボクらの恋愛法則』 | シェルドン・クーパー                 |
| 2016 | ウィリアム・H・メイシー      | 『シェイムレス 俺たちに恥はない』                | フランク・ギャラガー                 |
| 2016 | アンソニー・アンダーソン     | 『ブラッキッシュ』                               | アンドレ・“ドレ”・ジョンソン・シニア |
| 2016 | タイタス・バージェス         | 『アンブレイカブル・キミー・シュミット』         | タイタス・アンドロメドン             |
| 2016 | タイ・バーレル               | 『モダン・ファミリー』                           | フィル・ダンフィー                   |
| 2016 | ジェフリー・タンバー         | 『トランスペアレント』                           | モーラ・フェファーマン               |
| 2017 | ウィリアム・H・メイシー      | 『シェイムレス 俺たちに恥はない』                | フランク・ギャラガー                 |
| 2017 | アンソニー・アンダーソン     | 『ブラッキッシュ』                               | アンドレ・“ドレ”・ジョンソン・シニア |
| 2017 | アジズ・アンサリ             | 『マスター・オブ・ゼロ』                         | デフ・シャー                         |
| 2017 | ラリー・デヴィッド           | 『ラリーのミッドライフ★クライシス』              | 本人役                               |
| 2017 | ショーン・ヘイズ             | 『ふたりは友達? ウィル&グレイス』                | ジャック・マクファーランド           |
| 2017 | マーク・マロン               | 『GLOW: ゴージャス・レディ・オブ・レスリング』   | サム・シルヴィア                     |
| 2018 | トニー・シャルーブ           | 『マーベラス・ミセス・メイゼル』                 | エイブ・ワイスマン                   |
| 2018 | アラン・アーキン             | 『コミンスキー・メソッド』                       | ノーマン・ニューランダー             |
| 2018 | マイケル・ダグラス           | 『コミンスキー・メソッド』                       | サンディ・コミンスキー               |
| 2018 | ビル・ヘイダー               | 『バリー』                                       | バリー・バークマン / ブロック        |
| 2018 | ヘンリー・ウィンクラー       | 『バリー』                                       | ジーン・クジノー                     |
| 2019 | トニー・シャルーブ           | 『マーベラス・ミセス・メイゼル』                 | エイブ・ワイスマン                   |
| 2019 | アラン・アーキン             | 『コミンスキー・メソッド』                       | ノーマン・ニューランダー             |
| 2019 | マイケル・ダグラス           | 『コミンスキー・メソッド』                       | サンディ・コミンスキー               |
| 2019 | ビル・ヘイダー               | 『バリー』                                       | バリー・バークマン / ブロック        |
| 2019 | アンドリュー・スコット       | 『Fleabag フリーバッグ』                         | 神父                                 |

### 2020年代
| 年   | 受賞及び候補者               | 作品名                                           | 役名                                     |
| ---- | ---------------------------- | ------------------------------------------------ | ---------------------------------------- |
| 2020 | ジェイソン・サダイキス       | 『テッド・ラッソ:破天荒コーチがゆく』            | テッド・ラッソ                           |
| 2020 | ニコラス・ホルト             | 『THE GREAT 〜エカチェリーナの時々真実の物語〜』 | ピョートル2世                            |
| 2020 | ダン・レヴィ                 | 『シッツ・クリーク』                             | デヴィッド・ローズ                       |
| 2020 | ユージン・レヴィ             | 『シッツ・クリーク』                             | ジョニー・ローズ                         |
| 2020 | ラミー・ユセフ               | 『ラミー 自分探しの旅』                          | ラミー・ハッサン                         |
| 2021 | ジェイソン・サダイキス       | 『テッド・ラッソ:破天荒コーチがゆく』            | テッド・ラッソ                           |
| 2021 | マイケル・ダグラス           | 『コミンスキー・メソッド』                       | サンディ・コミンスキー                   |
| 2021 | ブレット・ゴールドスタイン   | 『テッド・ラッソ:破天荒コーチがゆく』            | ロイ・ケント                             |
| 2021 | スティーヴ・マーティン       | 『マーダーズ・イン・ビルディング』               | チャールズ・ヘイデン・サヴェージ         |
| 2021 | マーティン・ショート         | 『マーダーズ・イン・ビルディング』               | オリヴァー・パットナム                   |
| 2022 | ジェレミー・アレン・ホワイト | 『一流シェフのファミリーレストラン』             | カルメン・“カーミー”・ベルツァット       |
| 2022 | アンソニー・キャリガン       | 『バリー』                                       | ノホ・ハンク                             |
| 2022 | ビル・ヘイダー               | 『バリー』                                       | バリー・バークマン / バリー・ブロック    |
| 2022 | スティーヴ・マーティン       | 『マーダーズ・イン・ビルディング』               | チャールズ・ヘイデン・サヴェージ         |
| 2022 | マーティン・ショート         | 『マーダーズ・イン・ビルディング』               | オリヴァー・パットナム                   |
| 2023 | ジェレミー・アレン・ホワイト | 『一流シェフのファミリーレストラン』             | カルメン・“カーミー”・ベルツァット       |
| 2023 | ブレット・ゴールドスタイン   | 『テッド・ラッソ:破天荒コーチがゆく』            | ロイ・ケント                             |
| 2023 | ビル・ヘイダー               | 『バリー』                                       | バリー・バークマン / バリー・ブロック    |
| 2023 | エボン・モス＝バクラック     | 『一流シェフのファミリーレストラン』             | リチャード・“リッチー”・ジェリモヴィッチ |
| 2023 | ジェイソン・サダイキス       | 『テッド・ラッソ:破天荒コーチがゆく』            | テッド・ラッソ                           |
| 2024 | マーティン・ショート         | 『マーダーズ・イン・ビルディング』               | オリヴァー・パットナム                   |
| 2024 | アダム・ブロディ             | 『こんなのみんなイヤ!』                          | ノア・ロクロフ                           |
| 2024 | テッド・ダンソン             | 『グランパは新米スパイ』                         | チャールズ・ニューウェンダイク           |
| 2024 | ハリソン・フォード           | 『シュリンキング:悩めるセラピスト』              | ポール・ローズ博士                       |
| 2024 | ジェレミー・アレン・ホワイト | 『一流シェフのファミリーレストラン』             | カルメン・“カーミー”・ベルツァット       |

## 複数回表彰者

### 複数回受賞
2回
- マイケル・J・フォックス
- ジョン・リスゴー
- ジェイソン・サダイキス
- ジェレミー・アレン・ホワイト

3回
- ショーン・ヘイズ
- ウィリアム・H・メイシー

4回
- トニー・シャルーブ

7回
- アレック・ボールドウィン

### 複数回候補者
| 2回 - アンソニー・アンダーソン - アラン・アーキン - ジェイソン・ベイトマン - ピーター・ボイル - マイケル・J・フォックス - ブレット・ゴールドスタイン - ジェイソン・リー - ジョン・リスゴー - スティーヴ・マーティン - ポール・ライザー - チャーリー・シーン - ジェフリー・タンバー 3回 - ルイス・C・K - ラリー・デヴィッド - マイケル・ダグラス - ピーター・マクニコル - ジェレミー・ピヴェン - マイケル・リチャーズ - マーティン・ショート - エリック・ストーンストリート - ジェイソン・サダイキス - ジェレミー・アレン・ホワイト | 4回 - ビル・ヘイダー - ウィリアム・H・メイシー - ジム・パーソンズ 5回 - ジェイソン・アレクサンダー - レイ・ロマーノ 6回 - スティーヴ・カレル 7回 - タイ・バーレル - ショーン・ヘイズ 8回 - アレック・ボールドウィン - ケルシー・グラマー - デヴィッド・ハイド・ピアース 9回 - トニー・シャルーブ |